# Robert Bünsow (Botaniker)
|  | Dieser Artikel wurde aufgrund von formalen oder inhaltlichen Mängeln in der Qualitätssicherung Biologie zur Verbesserung eingetragen. Dies geschieht, um die Qualität der Biologie-Artikel auf ein akzeptables Niveau zu bringen. Bitte hilf mit, diesen Artikel zu verbessern! Artikel, die nicht signifikant verbessert werden, können gegebenenfalls gelöscht werden. Lies dazu auch die näheren Informationen in den Mindestanforderungen an Biologie-Artikel. |

Robert Bünsow (* 6. Juni 1919; † 14. April 2007) war ein deutscher Botaniker und Pflanzenphysiologe.

## Leben
Robert Bünsow hat in den 1950er und 1960er Jahren am Pflanzenphysiologischen Institut der Universität Göttingen gearbeitet. Er war verheiratet mit Rosemarie Bünsow (1929–1999; geborene Manthei).

## Schriften
- Endogene Tagesrhythmik und Photoperiodismus bei Kalanchoe blossfeldiana. Hochschulschrift Göttingen, Math.-naturwiss. Fakultät, Dissertation vom 26. Februar 1953 / Planta, Bd. 42, S. 220–252 (1953)
- mit Richard Harder: Über die Wirkung der Tageslänge vor der Kurztaginduktion auf die Blütenbildung von Kalanchoë Blossfeldiana.  Planta 43, S. 315–324 (1954)
- Über die Wirkung von Gibberellin auf Entwicklung und Blütenbildung der Kurztagpflanze Kalanchoe blossfeldiana. Planta, Bd. 51, S. 201–222 (1958), doi:10.1007/BF01912059.
- Zur Physiologie der Achsengestaltung bei Kalanchoe blossfeldiana. Hochschulschrift Göttingen, Math.-naturwiss. Fakultät, Habilitationsschrift vom 3. Febr. 1960 / Planta, Bd. 57, S. 71–110 (1961)
- The Circadian Rhythm of Photoperiodic Responsiveness in Kalanchoë. 1960[2]
- Die Bedeutung des Blütenimpulses für die Metamorphose der Pflanze im Jahreslauf. In: Goetheanistische Naturwissenschaft